# Stockholmspapyrusen

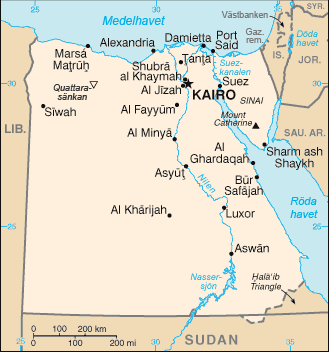
Fyndplatsen Thebe ligger nära Luxor

Stockholmspapyrusen (latin: Papyrus graecus Holmiensis), även Papyrus Holmiensis (P. holm.), är ett papyrusmanuskript daterat till cirka 300-talet e.Kr. Skriften innehåller recept på kemiska processer och är som sådant ett av de äldsta bevarade manuskripten från alkemins tidiga historia. Manuskriptet ger stor insikt om de kemiska kunskaperna i Egypten och Grekland under antiken.

## Manuskriptet
Papyrus graecus Holmiensis är en samling om 15 papyrusark i storlek 30 × 16 centimeter med sammanlagt 154 recept på kemiska arbetsbeskrivningar. Texten är skriven på klassisk grekiska och innehåller mellan 41 och 47 rader per sida.
Recepten beskriver en rad olika rengörings- och färgningsprocesser för pärlor och olika ädelstenar men även för tyger. De flesta recepten beskriver hur man tillverkar imitationer av olika ädelstenar och 9 recept behandlar metaller.

## Historia
Papyrusen upptäcktes 1828 vid utgrävningar nära Thebe där manuskriptet är del i en större samling. Svenske Johann d'Anastasy, dåvarande svensk generalkonsul i Alexandria, samlade på papyrus och införskaffade en stor mängd manuskript från detta fynd. d'Anastasy sålde senare större delen av sin samling till Nederländerna (där även "Leiden X-papyrusen" ingick).
1832 donerade d'Anastasy även delar ur sin samling till Kungliga Vitterhets Historie och Antikvitets Akademien där även Stockholmspapyrusen ingick. Där föll manuskriptet dock i glömska tills det 1906 hamnade i Victoriamuseet (del av Gustavianum) på Uppsala universitet.
Där återupptäcktes manuskriptet av Otto Lagercrantz. Han tog sig an manuskriptet och började forska i dess ursprung. Lagercrantz fann stora likheter i innehåll, språk och symboler till Leiden X-papyrusen och kom till slutledningen att båda manuskripten troligen kom från samma tid och författare och tillsammans bildade en tematisk enhet. Leiden X-papyrusen innehåller främst skrifter om bearbetning av metaller och legeringar medan Stockholmspapyrusen innehåller främst skrifter om färgningsmetoder och bearbetning av pärlor och andra på den tiden värdefulla material.
Lagercrantz översatte innehållet i den svenska papyrusen till svenska och tyska och sammanställde den i bokform.
1913 utkom boken "Papyrus Graecus Holmiensis (P. holm.) - Recepte für Silber, Steine und Purpur" på Uppsala Akademiska bokhandel.